# Arima Kō
Arima Kō (jap. 有馬 洪; * 22. August 1917) ist ein ehemaliger japanischer Fußballnationalspieler und -trainer.
1949 wurde er mit der Mannschaft der Universität Tokio japanischer Meister.
Arima absolvierte bei den Asienspielen 1951 in Indien drei Länderspiele, als das japanische Nationalteam die Bronzemedaille gewann.